# Aulacophora cincta
Aulacophora cincta es un coleóptero de la familia Chrysomelidae.
Fue descrita científicamente por primera vez en 1775 por Fabricius.